# 쓰보지리역
쓰보지리역(일본어: 坪尻駅)은 일본 도쿠시마현 미요시시에 있는 시코쿠 여객철도 도산 선의 역이다. 역 번호는 D19이며, 단선 승강장 1면 1선의 구조를 지녔으며 스위치 백 형식의 지상역이다.

## 역 주변
- 국도 제32호선
- 아이쿠루시다니 강

## 역사
- 1929년 4월 28일 : 쓰보지리 신호장으로서 개설.
- 1950년 1월 10일 : 역으로 승격, 쓰보지리역 개업.
- 1970년 10월 1일 : 무인화.
- 1987년 4월 1일 : 민영화에 의해, 시코쿠 여객철도로 이관.

## 인접 정차역
| 시코쿠 여객철도 도산 선       | 시코쿠 여객철도 도산 선 | 시코쿠 여객철도 도산 선 |
| ----------------------------- | ----------------------- | ----------------------- |
| D 18 사누키사이다 다도쓰 방면 | 도산 선                 | 하시쿠라 D 20 고치 방면 |